# Rémi Pauriol

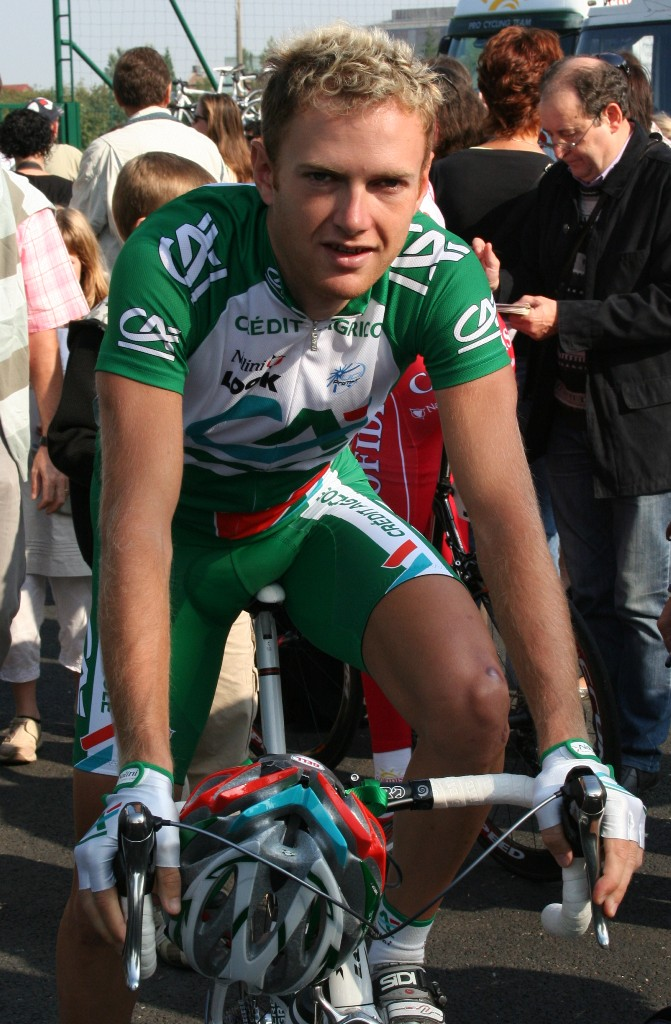
Rémi Pauriol

Rémi Pauriol (* 4. April 1982 in Aix-en-Provence) ist ein ehemaliger französischer Radrennfahrer.
Rémi Pauriol fuhr 2004 als Stagiaire bei Ag2r Prévoyance. 2005 wurde er  französischer Amateur-Meister auf der Straße und fuhr Ende des Jahres wieder als Stagiaire, diesmal bei Crédit Agricole.
In der Saison 2006 bekam er einen Vertrag bei dem französischen ProTeam. Bei der Mittelmeer-Rundfahrt gewann er mit seinem Team das Mannschaftszeitfahren. Im Mai nahm er dann an seiner ersten großen Rundfahrt, dem Giro d’Italia, teil und wurde 122. In der Saison 2007 gelang ihm mit dem Gewinn des Eintagesrennens Route Adélie de Vitré sein erster Sieg in einem Rennen der ersten UCI-Kategorie. 2011 gewann er die Bergwertung von Paris-Nizza.
Ende der Saison 2013 beendete er seine Karriere.

## Erfolge
2004
- Cinturó de l’Empordà

2007
- Route Adélie de Vitré

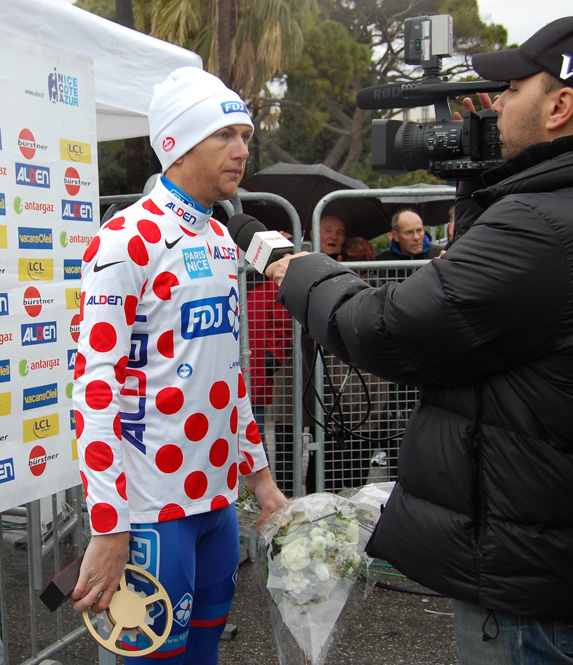
Gewinner der Bergwertung bei Paris-Nizza 2011

- eine Etappe Tour de la Région Wallonne

2009
- Grand Prix d’Ouverture La Marseillaise
- Grand Prix di Lugano

2011
- Bergwertung Paris-Nizza

2012
- Les Boucles du Sud Ardèche

## Teams
- 2006 Crédit Agricole
- 2007 Crédit Agricole
- 2008 Crédit Agricole
- 2009 Cofidis, le Crédit en Ligne
- 2010 Cofidis, le Crédit en Ligne
- 2011 FDJ
- 2012 FDJ-Big Mat
- 2013 Sojasun